# Harry Lowe
Harry Lowe (Whitwell, 31 maggio 1886 – 25 ottobre 1958) è stato un allenatore di calcio e calciatore inglese, di ruolo difensore.

## Carriera

### Giocatore
Dopo aver giocato con Whitwell St Lawrence e Grantham Town nel 1907 viene tesserato dal Gainsborough Trinity, club professionistico della seconda divisione inglese, con cui gioca quattro campionati consecutivi per un totale di 106 presenze e 3 reti. Al termine della stagione 1910-1911 viene prelevato dal Liverpool, club di prima divisione, con cui tra il 1910 ed il 1914 gioca stabilmente da titolare (mai meno di 26 presenze in un singolo campionato). Dal 1913 al 1915 è inoltre anche capitano dei Reds. Oltre ad una presenza in uno dei tornei giocati nel periodo bellico al posto dei normali campionati gioca poi ulteriori 5 partite in prima divisione all'inizio della stagione 1919-1920, nella quale passa poi a campionato iniziato al Nottingham Forest, con cui gioca 9 partite in seconda divisione. Si ritira definitivamente nel 1926, dopo aver giocato nella Midland League con il Mansfield Town e Central Midlands League South Division con il Newark Town.

### Allenatore
Dal 1947 al 1950 ha allenato il Bournemouth, club di terza divisione; dal 1951 al 1953 ha allenato lo Yeovil Town, club di Southern Football League (all'epoca una delle principali leghe calcistiche inglesi al di fuori della Football League).

## Palmarès

### Giocatore

#### Competizioni regionali
- Lincolnshire Senior Cup: 1

Gainsborough Trinity: 1910-1911